# OMR El Annasser
El OMR El Annasser es un equipo de fútbol aficionado de Argelia que juega en la División Nacional Aficionada de Argelia, la tercera categoría de fútbol en el país.

## Historia
Fue fundado en el año 1962 en el poblado de El Annasser en la capital Argel con en nombre IR Tidjara tras la independencia de Argelia.
E club tiene la reputación de tener una de las mejores escuelas de fútbol en Argel, aunque eso no ha sido del todo positivo en lo deportivo, ya que sus mejores jugadores se van a otros equipos, principalmente al CR Belouizdad, donde incluso han funcionado como su equipo filial.
A inicios del siglo XXI fue donde se dio un salto de calidad en el club, ya que para la temporada 2004/05 juegan por primera vez en el Campeonato Nacional de Argelia, aunque descendieron esa misma temporada al terminar en el lugar 14 entre 16 equipos. Una temporada más tarde regresan a la primera división, salvándose del descenso por dos puntos de diferencia, descendiendo en la temporada 2007/08 tras terminar en penúltimo lugar entre 16 equipos.

## Palmarés
- Primera División de Argelia: 1

2005/06

## Entrenadores
- Smaïl Khabatou (1965-66)